# Paul Auguste Ernest Laugier
Paul Auguste Ernest Laugier fue un astrónomo francés nacido en París el 22 de diciembre de 1812, donde fallecería el 5 de abril de 1872 a los 59 años. Hijo del químico francés André Laugier, (1770-1832), estudió astronomía con François Arago; obtuvo un puesto en el Observatorio de París, donde hizo importantes descubrimientos sobre magnetismo, cometas, eclipses, meteoros, y las manchas solares. Entre sus éxitos pueden nombrarse la mejora en los relojes astronómicos; la determinación con exactitud de la latitud del Observatorio de París en 1853, corrigiendo errores precedentes, la publicación de un catálogo con 53 nebulosas y otro con la declinación de 140 estrellas (1857). También se encargaba de la publicación de artículos de astronomía en el periódico Connaissance du Temps.
Estuvo bastante tiempo asociado a Arago en la investigación sobre la física terrestre y fue presidente de la Academia de Ciencias.

## Obras
- Laugier, Paul-Auguste-Ernest, “Note sur la première comète de 1301”, C.R. Hebd. Seances Acad. Sci., 15 (1842), 949-951 Gallica
- Laugier, Paul-Auguste-Ernest, “Notice sur l’apparition de la comète de Halley en 1378”, C.R. Hebd. Seances Acad. Sci., 16 (1843), 1003-1006 Gallica.
- Laugier, Paul-Auguste-Ernest, “Mémoire sur quelques comètes anciennes”, C.R. Hebd. Seances Acad. Sci., 22 (1846), 148-156 Gallica (éléments orbitaux des comètes des années 568, 770, 1337, 1433, 1468, 1472, 1506)
- Laugier, Paul-Auguste-Ernest, “Mémoire sur quelques anciennes apparitions de la comète de Halley, inconnues jusqu’ici”, C.R. Hebd. Seances Acad. Sci., 23 (1846), 183-189 Gallica.